# 四川省成都市石室中学
30°39′07″N 104°03′30″E / 30.651856°N 104.058197°E

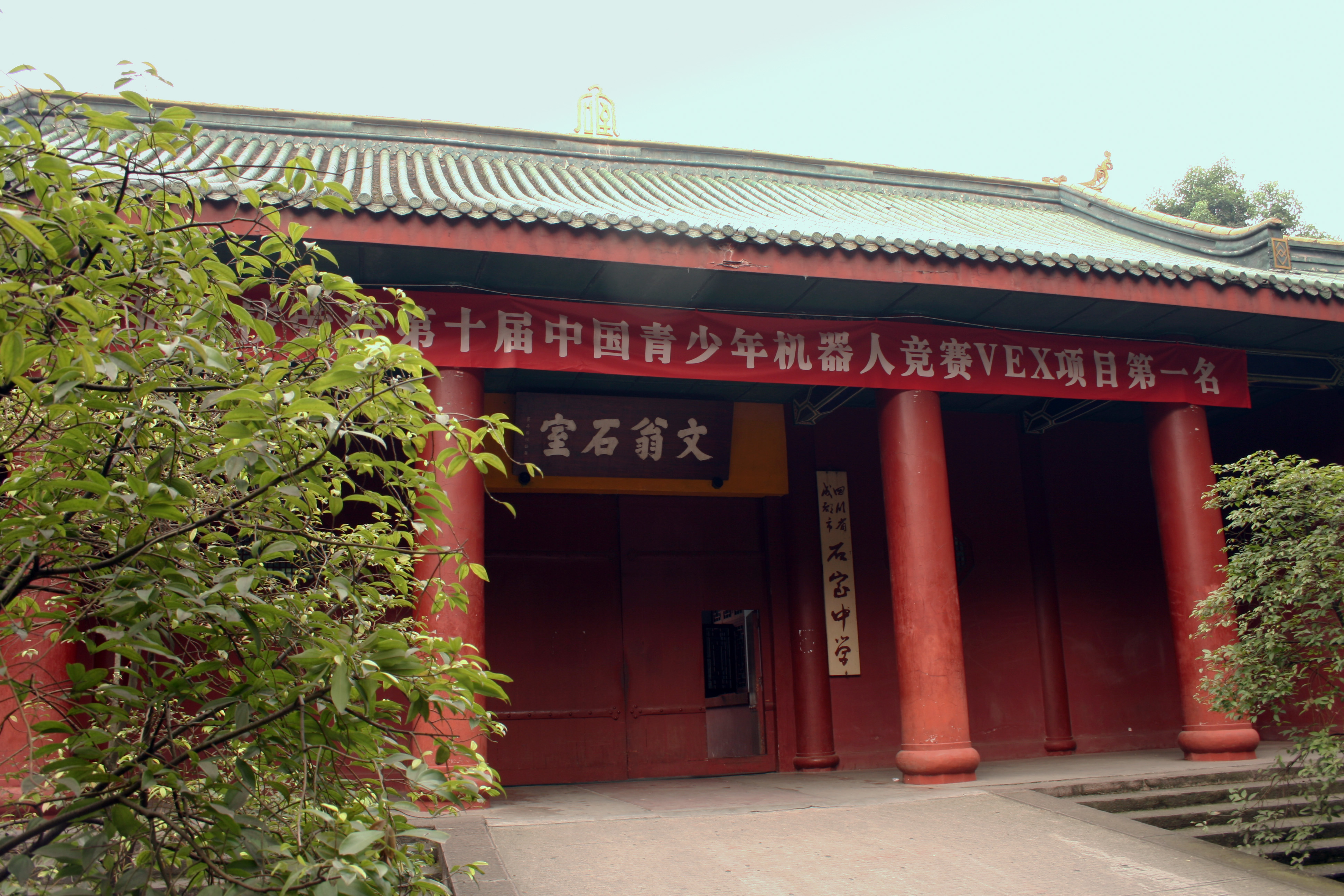
校门

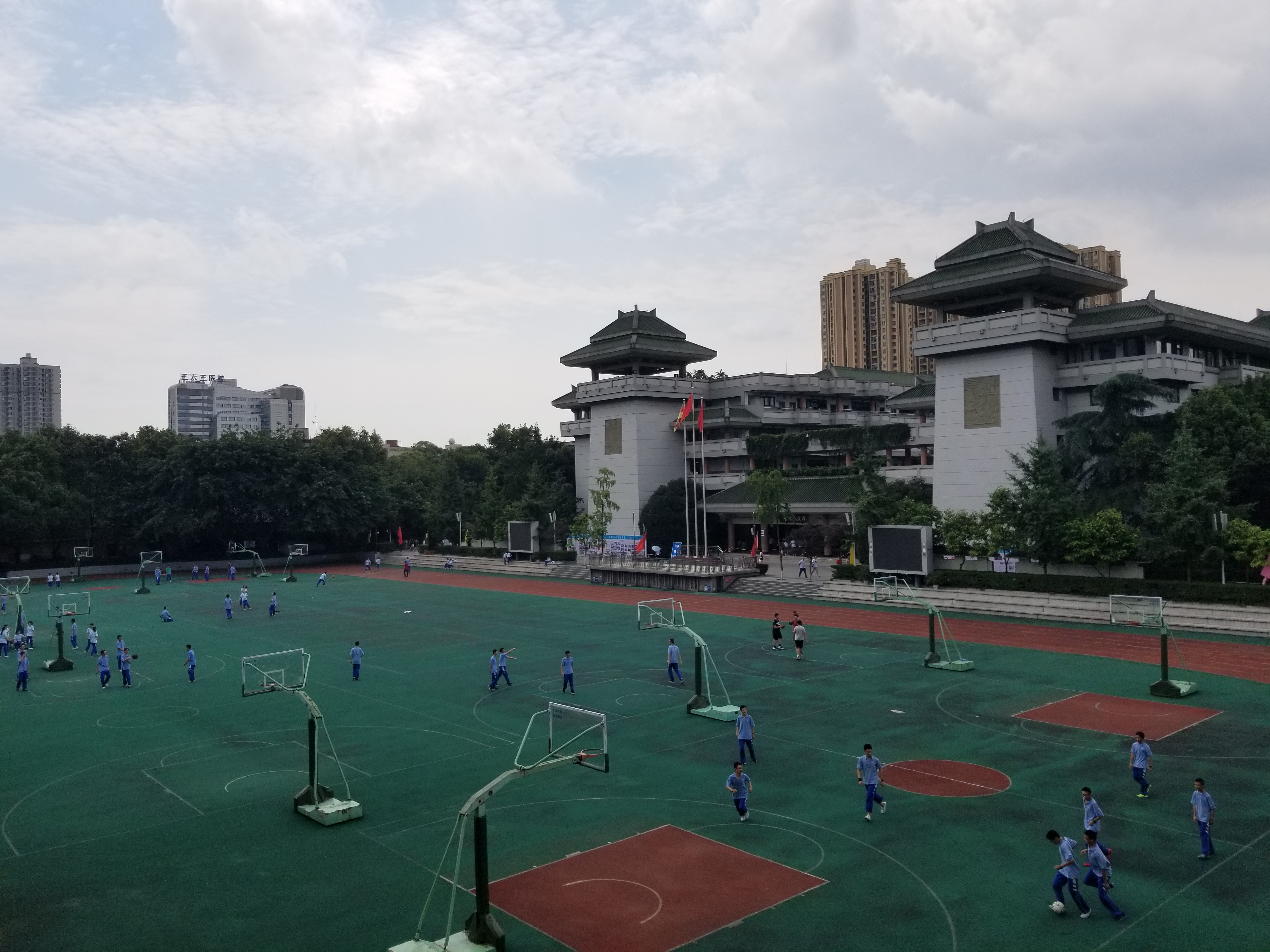
操场及教学楼

四川省成都市石室中学，又名四川省成都市第四中学，是省级一级示范性普通高中，拥有两个校区，文庙校区位于四川省成都市青羊区文庙前街93号，北湖校区位于四川省成都市龙潭寺。
学校校徽是“石室”二字小篆体组成的钟状的标志，校庆日为11月11日。该校将自身历史追溯至汉景帝后元二年（西元前141年）“文翁石室”的创办，被称为中国最早的地方官办学堂、世界上最古老的地方官办学校。

## 历史沿革

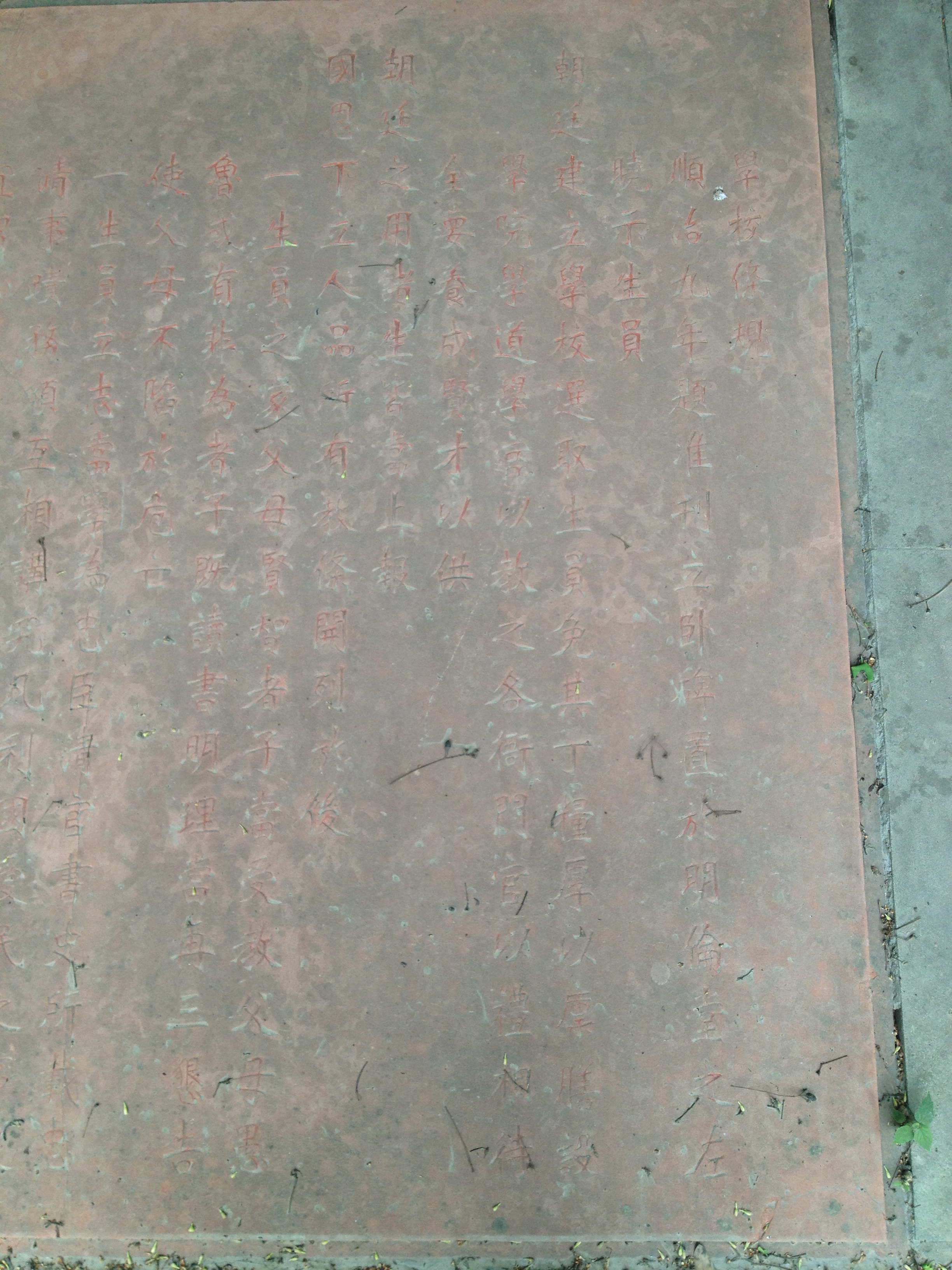
石室中学校内的一块卧碑（局部），刻有学校条规。该碑于顺治九年（1652年）刊立，嘉庆二十四年（1819年）重刊。

### 名称沿革
下表列出了学校在各时期所用校名。
| 年代           | 名称                                   |
| -------------- | -------------------------------------- |
| 汉             | 蜀郡郡学                               |
| 三国           | 蜀国太学                               |
| 晋 南朝 唐     | 益州州学                               |
| 五代十国       | 孟蜀太学                               |
| 宋元明清       | 成都府学 锦江书院                      |
| 清末民国       | 成都师范学堂 四川省立成都石室中学      |
| 中华人民共和国 | 川西石室中学 成都第四中学 成都石室中学 |

### 古代
大城南门曰江桥，桥南曰万里桥，西上曰夷里桥，下曰笮桥，南岸道东有文学，始文翁为蜀守，立讲堂，作石室于南城。永初后，学堂遇火，后守更增二石室。——《水经注·卷三十三》
汉景帝末年（约前143年－前141年），蜀郡太守文翁，于成都城南修筑石室，并创立了蜀郡郡学。这所地方官办学堂的开设，是当时国内首创。因文翁办学有方，成绩卓著，蜀郡的文化教育大为发展，人材辈出。司马相如、杨雄、王褒等词赋家、学者相继出现。所以，西元前124年，汉武帝下令全国效仿文翁兴办学校。
州夺郡学事件后，石室被辟为益州州学。西元994年后蜀开始在石室刊刻石经，北宋时继续补刻，直到宣和年间才将十三经全部刻完。明末清初，张献忠据蜀，石室俱成瓦砾。1661年当局在文翁石室旧址建立府学。有清三百载，四川学校实际以此为首。

### 近现代

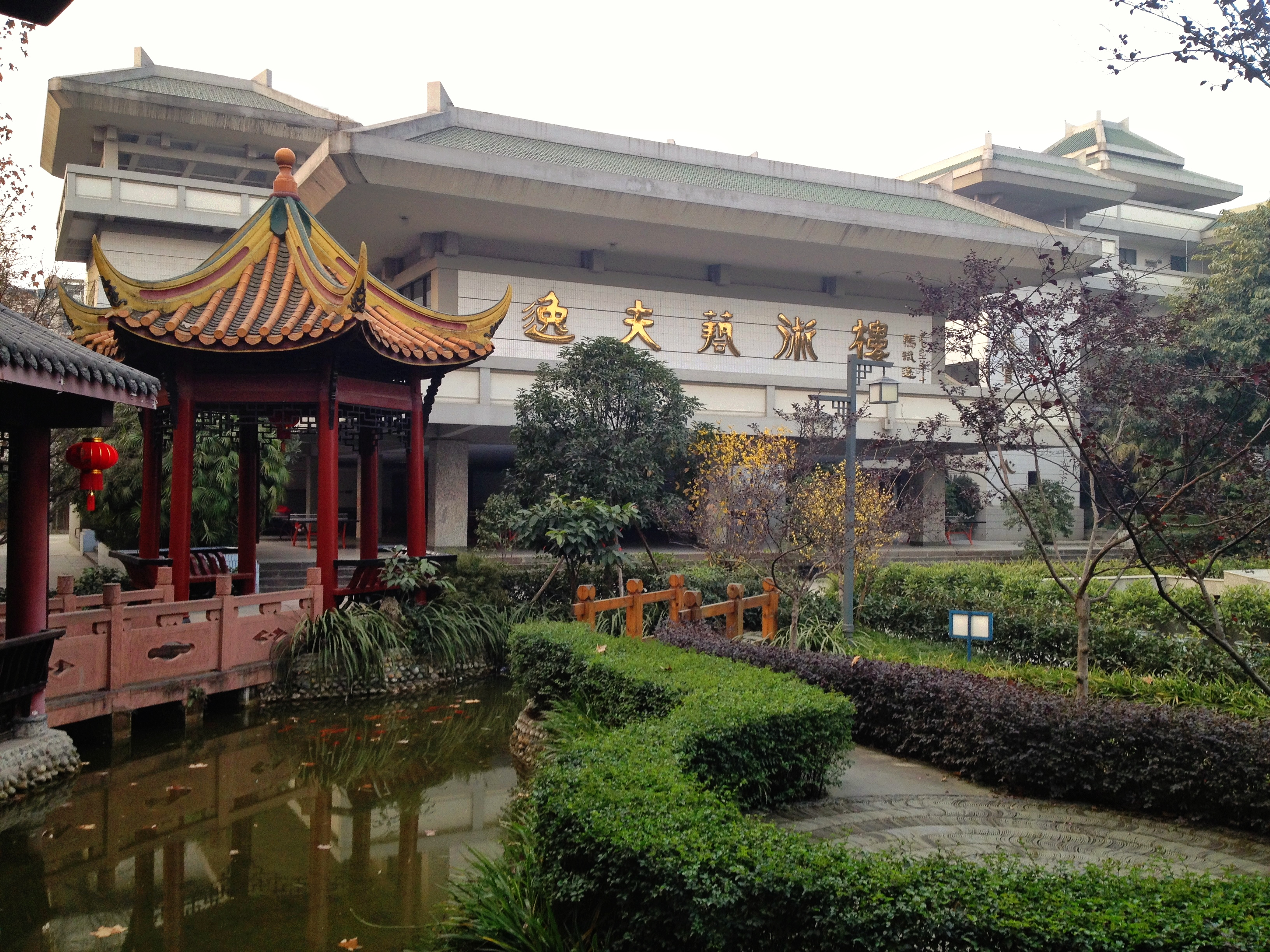
石室中学校内的逸夫艺术楼

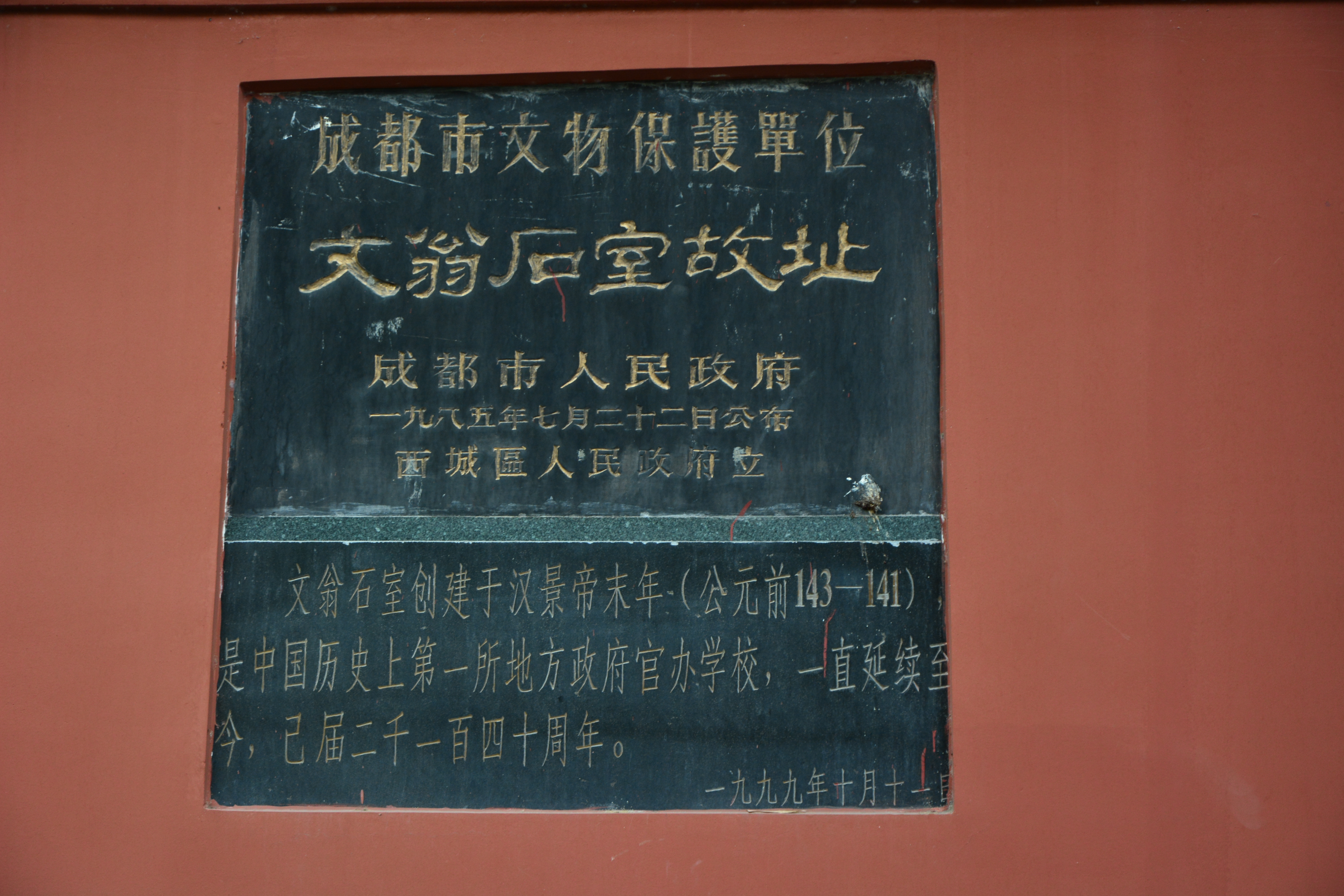
石室中学文物保护单位牌

康熙年间，四川按察使刘德芳在成都府学建锦江书院，后合并演变为四川大学。至1902年，四川总督岑春煊改成都府学为成都师范学堂，癸卯学制施行后又改成都府中学堂。辛亥革命后改称成都联合中学。1940年2月，学校更名四川省立成都石室中学，1948年年被评为全国优良示范中学。1950年改称川西石室中学。中华人民共和国成立后的1952年9月，学校再更名为成都第四中学。文化大革命中，石室中学第三次遭到毁灭性破坏，清代修建的所有建筑均不复存在。1983年4月恢复石室中学旧名。
2011年，“望子成龙”补习学校申请注册“石室”商标，石室中学提出异议，2013年4月，石室中学启动“石室”商标申报工作，2014年初，“石室”被确认为四川省著名商标。“石室”也是四川省第一个由非经营、无利税单位申报并获得认定的著名商标。
2015年2月，山东省济南第三中学被该地一家媒体传出给“贫困山区”友好学校石室中学寄送明信片，引起双方学校学生言语斗争及两城媒体战。据校方消息，该校并未收到明信片，而且两校非友好学校。